# 林暉程

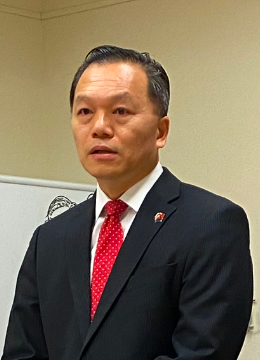
2021年攝於美國罗斯米德

林暉程（1966年4月18日—），中華民國臺中市人，職業外交官，已婚。

## 學歷
- 國立中興大學外國語文學系學士（1988年）[1]
- 淡江大學美國研究所碩士（1993年）[註 1][1]

## 經歷
- 外交部人事處（1993年12月）
- 驻新加坡台北代表处三等秘書（1997年7月）
- 駐索羅門群島大使館二等秘書（2001年7月）[註 2]
- 外交部晶片護照製發專案計畫負責人（2003年7月）
- 外交部領事事務局護照行政組科長（2004年7月）
- 駐西雅圖臺北經濟文化辦事處組長、副處長（2008年7月）
- 外交部領事事務局簽證組組長（2015年1月）
- 駐匈牙利臺北代表處參事（2018年7月）
- 駐洛杉磯臺北經濟文化辦事處副總領事銜副處長（2020年10月）[註 3]
- 駐檀香山臺北經濟文化辦事處總領事銜處長（2022年10月－2024年12月）[註 3]

## 榮譽
- 外交部97年（2008年）模範公務人員。[1]

| 外交職務      | 外交職務                                    | 外交職務      |
| ------------- | ------------------------------------------- | ------------- |
| 前任： 曾永光 | 中華民國駐檀香山處長 2022年10月－2024年12月 | 繼任： 張詩瑞 |